# Дмитриевский, Лев Николаевич
Лев Николаевич Дмитриевский — советский хозяйственный деятель.

## Биография
Родился в 1929 году в Сызрани. Член КПСС.
Окончил Ивановский энергетический институт им. В. И. Ленина, Московский институт стандартизации и метрологии, Академию народного хозяйства при Совмине СССР.
В 1952—1963 гг. — инженер, старший инженер, руководитель группы, начальник отдела предприятий в закрытым городах Москва-центр-300, Арзамас-75.
В 1963—1977 гг. — первый заместитель главного конструктора Пензенского приборостроительного завода в Пензе-19.
В 1977—1992 гг. — первый директор — главный конструктор Научно-исследовательского и конструкторского института радиоэлектронной техники (НИКИРЭТ)
В 1994—2008 гг. — инженер по охране труда МУП «ЖСКХ» в Заречном.
За успешное освоение и решение проблем при производстве ядерных боеприпасов был удостоен Государственной премии СССР 1977 года закрытым Постановлением Совета Министров и ЦК КПСС.
Умер в Заречном в 2014 году.

## Награды
- Орден Ленина (1962)
- Орден Октябрьской Революции (1981)
- Орден Трудового Красного Знамени (1976)